# Одесский немецкий педагогический институт
Одесский немецкий педагогический институт — педагогическое высшее учебное заведение  в Одессе, единственное национальное  высшее педагогическое учебное заведение Украины,  существовавшее с марта 1934 года по 1938 год. 

## История

### Немецкий сектор при Одесском институте народного образования
В 1924 году по решению Президиума главных управлений профессионального образования Украины (Укрглавпрофобр) при Одесском институте народного образования (ИНО) был открыт немецкий сектор (нем. Deutsche Abteilung), основным направлением деятельности которого была подготовка воспитателей и учителей для немецких воспитательных и учебных заведений — школ, детских домов, детских садов, клубов и библиотек.
По программе обучения после подготовительных курсов слушатели сектора в течение 4 лет продолжали обучение на факультете социального воспитания. В декабре 1930 Одесский институт народного образования был расформирован и на его основе создано 3 новых института, одним из которых был институт социального воспитания в составе которого были еврейский и немецкий отделы. В 1933 году Одесский институт социального воспитания и основная часть Одесского института профессионального образования были преобразованы в Одесский педагогический институт, которому передавался немецкий сектор с заочным отделением и рабочим факультетом.
В марте 1934 года на основании постановления Политбюро ЦК КП(б)У и Совета Народных Комиссаров УССР на базе немецкого сектора Одесского педагогического института был открыт единственный в Украине Одесский немецкий педагогический институт (Odessaer Deutsches Padagogisches Institut). Располагался по адресу: Одесса,  ул. Пастера 42.

### Одесский немецкий педагогический институт
Целью основания института была подготовка учителей для школ немецкого меньшинства в УССР. Обучение происходило на 4-х факультетах: историческом, литературном, естественно-географическом и физико-математическом.
В 1936—1937 учебном году в педагогическом институте учились 254 студента, все они были обеспечены стипендией и общежитием. В 1937 году ряд сотрудников и студентов института были обвинены в антисоветской деятельности. 
1 ноября 1937 года бюро Одесского обкома КП(б)У, приняв постановление «О состоянии работы Одесского немецкого пединститута», в котором говорилось о засорении института «классово-враждебными элементами», поставило вопрос о целесообразности дальнейшего функционирования института в городе и перевода его в Республику немцев Поволжья в город Энгельс. Однако ЦК КП(б)У не согласился с этим предложением и обязал Одесский обком КП(б)У «укрепить» институт руководящими кадрами.
Первым директором института стал заведующий кафедрой педагогики Одесского педагогического института, доцент С. С. Флякс..
В июле 1938 года по постановлению Совета Народных Комиссаров Украинской ССР институт был преобразован в Одесский институт иностранных языков с факультетами германских и романских языков. В 1960 году Одесский педагогический институт иностранных языков был включен в состав Одесского государственного университета имени И. И. Мечникова в качестве факультета романо-германской филологии.